# Chiesa di San Lazzaro (Avallon)
La chiesa di San Lazzaro (in francese Église Saint-Lazare) è un edificio religioso situato nel comune francese di Avallon, nel dipartimento della Yonne nella regione della Borgogna-Franca Contea.
La chiesa attuale fu iniziata nel 1080 ma la sua edificazione fu portata a termine solamente nel 1670.

## Storia

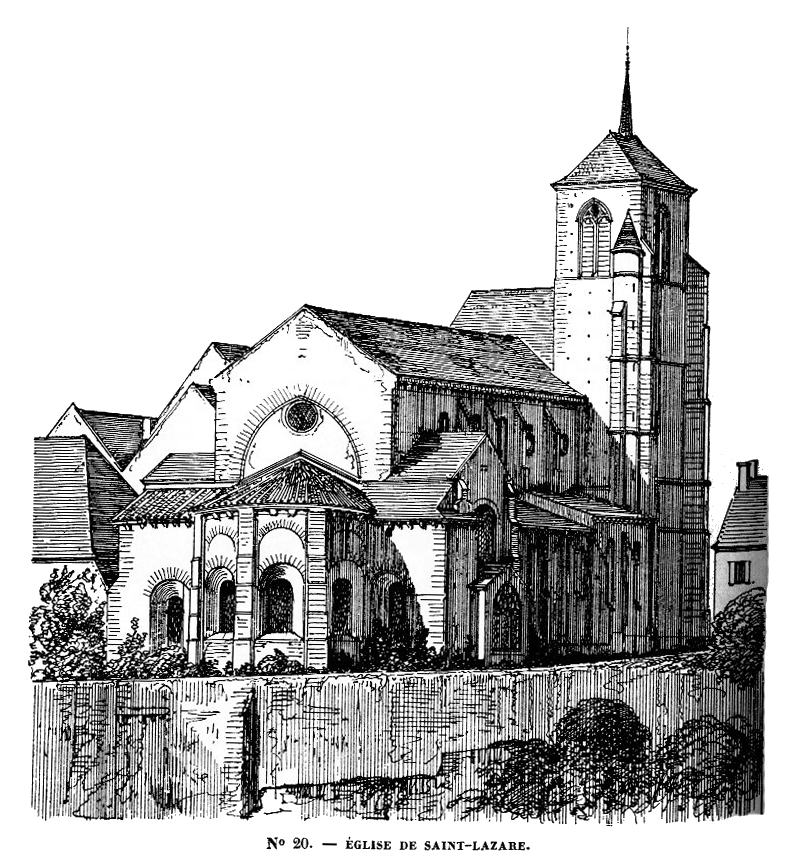
Disegno di Victor Petit (1870)

Sul luogo dell'attuale edificio si trovava già una chiesa del V secolo dipendente dal vescovo di Autun. Come era consuetudine, la chiesa era all'interno delle mura del castello. Di questa primitiva chiesa, dedicata a Notre-Dame, rimane solo una piccola cripta trovata nel 1861 sotto il coro.
Poco dopo l'anno 1000, fu donata alla chiesa da Enrico il Grande, duca di Borgogna, una reliquia di San Lazzaro. La chiesa tuttavia conservò il nome di "Notre-Dame" fino al 1146, per poi prendere quello di "Saint-Lazare".
Nel frattempo, nel 1080, l'edificio fu ricostruito con una pianta che ricordava quello delle antiche basiliche. A questo periodo risalgono il coro a volta quadrata, i portici semicircolari, le due cappelle a semicerchio e una parte delle navate laterali. Fu Papa Pasquale II che venne di persona a consacrare la nuova chiesa nel 1106. 
La collegiata vide quindi un gran numero di pellegrini sulla strada verso Santiago di Compostela, attratti dalla reliquia di San Lazzaro. Vide anche un importante afflusso di donazioni da parte dei Duchi di Borgogna e dei Signori di Chastellux, di Villarnoult e di Vésigneux.
Nel XII secolo l'abbazia di Cluny, da cui dipendeva la chiesa di Avallon, fece costruire una bellissima facciata di cui rimangono oggi solo due portali. Di questi, accanto ai bassorilievi e alle statue, si possono ammirare i timpani e le eleganti colonne tortili.

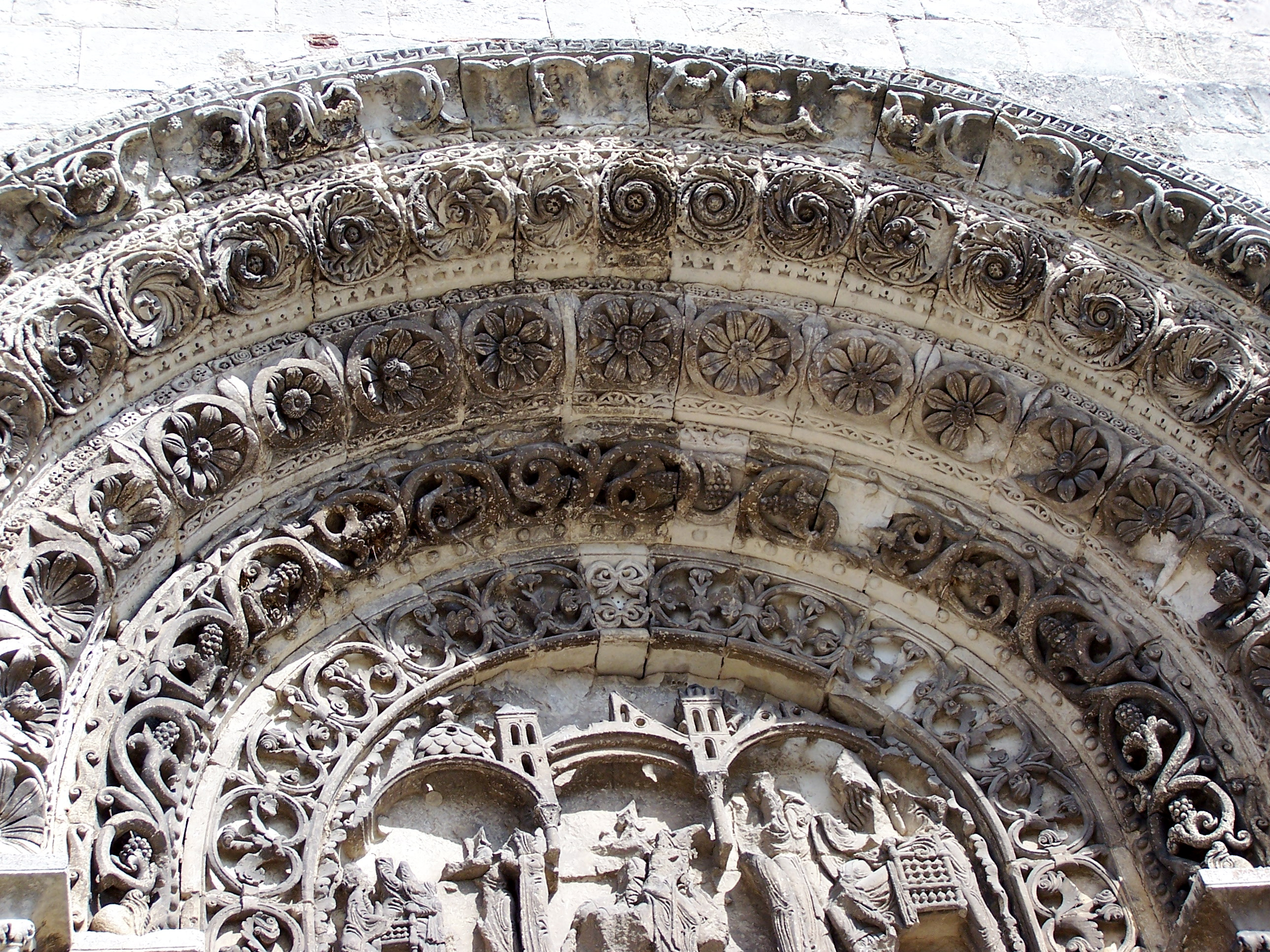
Timpano del portale di destra

Nei secoli molte calamità naturali interessarono la chiesa: nel 1589 un fulmine bruciò il campanile. Nel 1601 il vento distrusse tre dei quattro pinnacoli di pietra. Nel 1633, una tempesta fece crollare la grande torre e il campanile, mentre la prima volta interna della navata crollò, riempiendo il cimitero di macerie. Il capitolo della collegiata si sforzò di riparare, nel miglior modo possibile, la parte superiore della facciata e fece ricostruire nel 1670 la torre come la si vede oggi.
Nel 1860-1865 furono intrapresi importanti lavori di restauro.
L'edificio è classificato "Monumento storico di Francia" dal 1840  .

## Architettura
La chiesa appartiene chiaramente alla scuola borgognona del XII secolo, chiamata anche "scuola di Cluny". Questa è caratterizzata da un'eccezionale eleganza nella scultura decorativa. Il disegnatore e litografo d'arte Victor Petit vide il lavoro "di un gruppo di operai specializzati provenienti da Cluny o da Autun".
Gli affreschi all'interno furono aggiunti solo nel XIX secolo.
Il fatto che la facciata non sia perpendicolare alla navata è una caratteristica speciale della chiesa di San Lazzaro. Un'altra singolarità che attira l'attenzione è che il coro è 2,5 metri più basso rispetto al portale. L'accesso al coro avviene attraverso 17 gradini e una serie di grandi piani inclinati.
La cappella alla destra del coro ospita il chiostro per il canone ed è decorato con dipinti in stile trompe-l'œil del XVIII secolo.
Nella navata meridionale ci sono, una statua in pietra di San Michele che uccide il drago (XIV secolo), una scultura in pietra di Sant'Anna e di Maria (fine del XV secolo) e alcune statue in legno dipinto risalenti al XVII secolo.
Nel 1864 fu collocato nella chiesa un grande organo.

## Galleria d'immagini

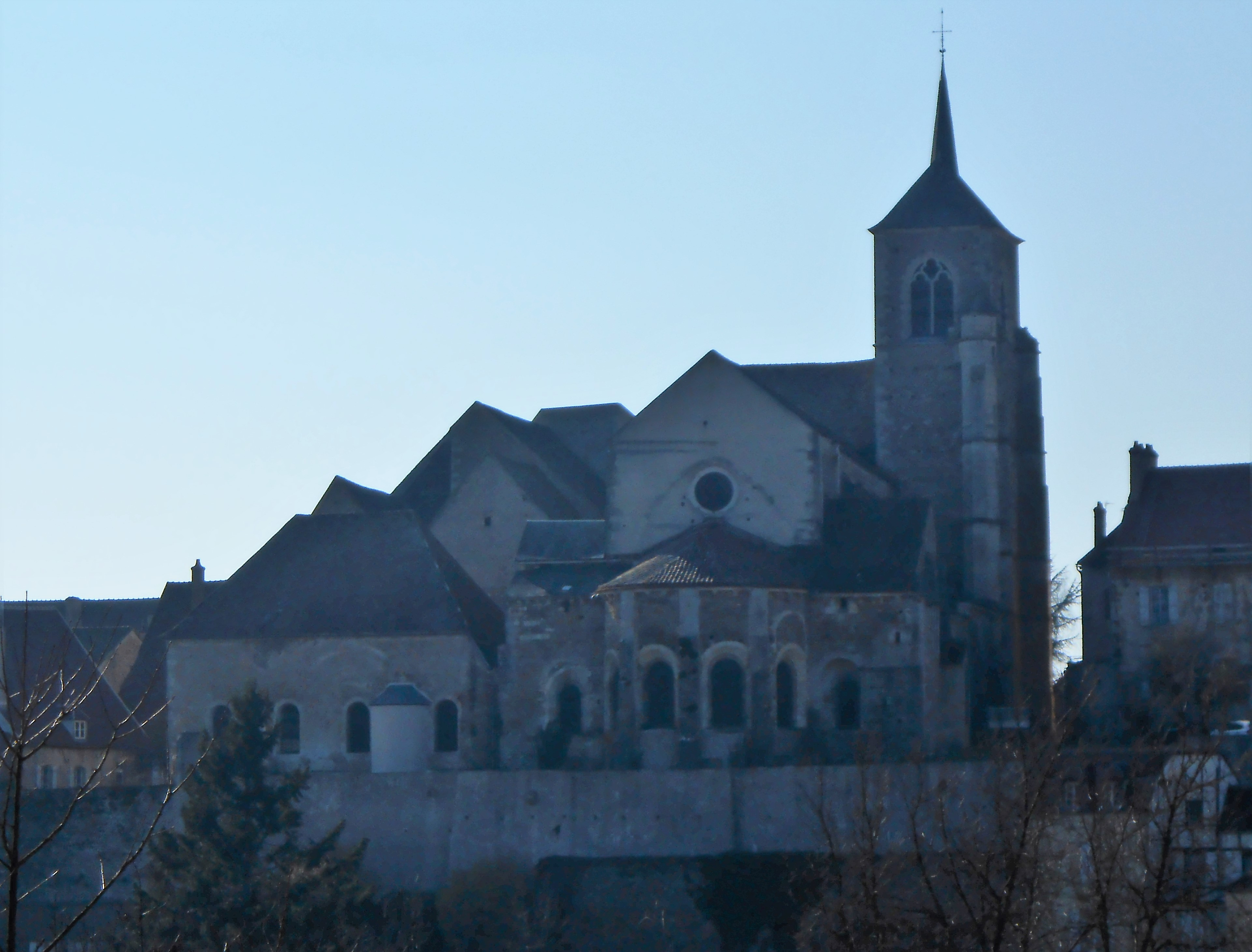
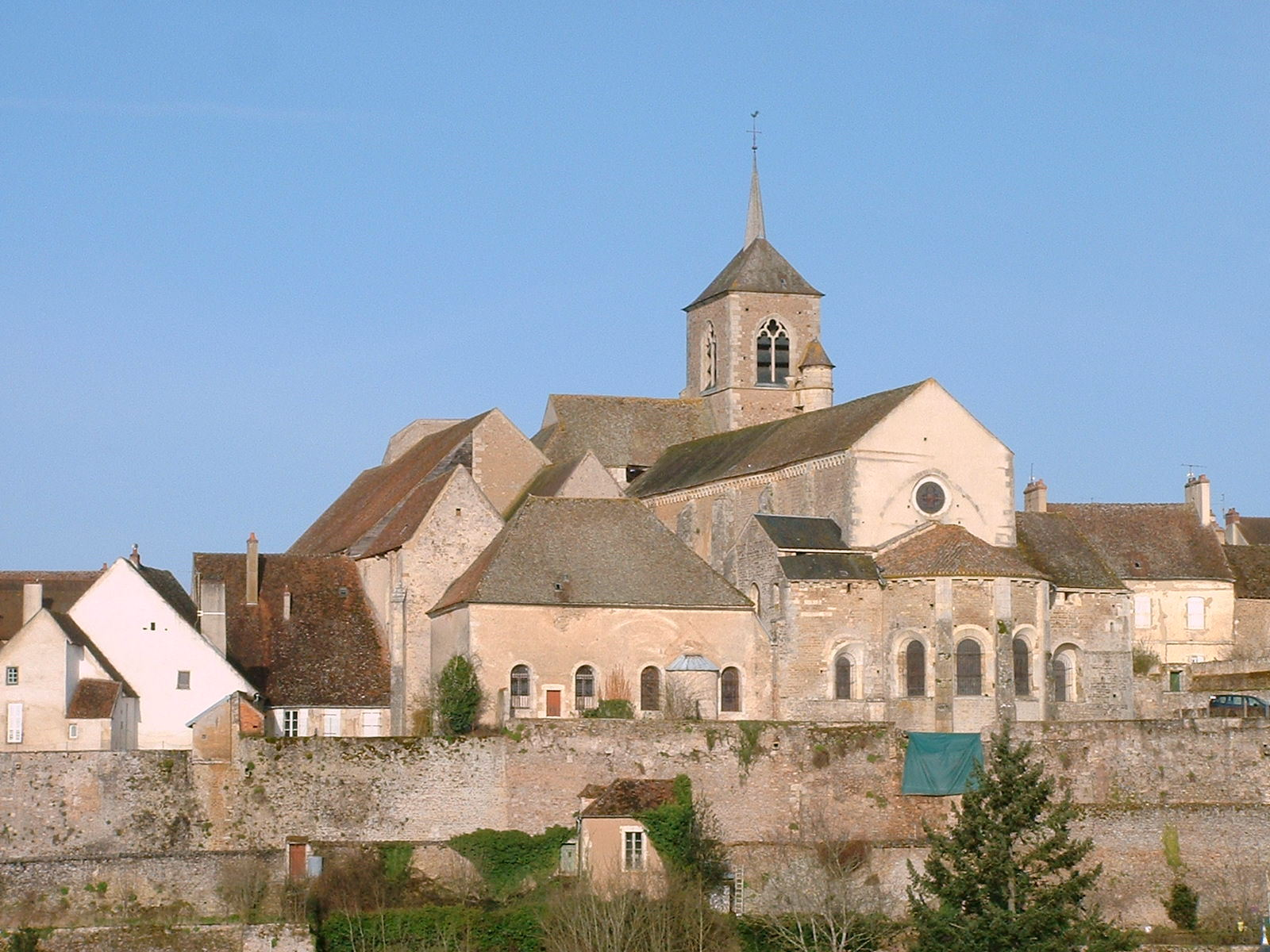
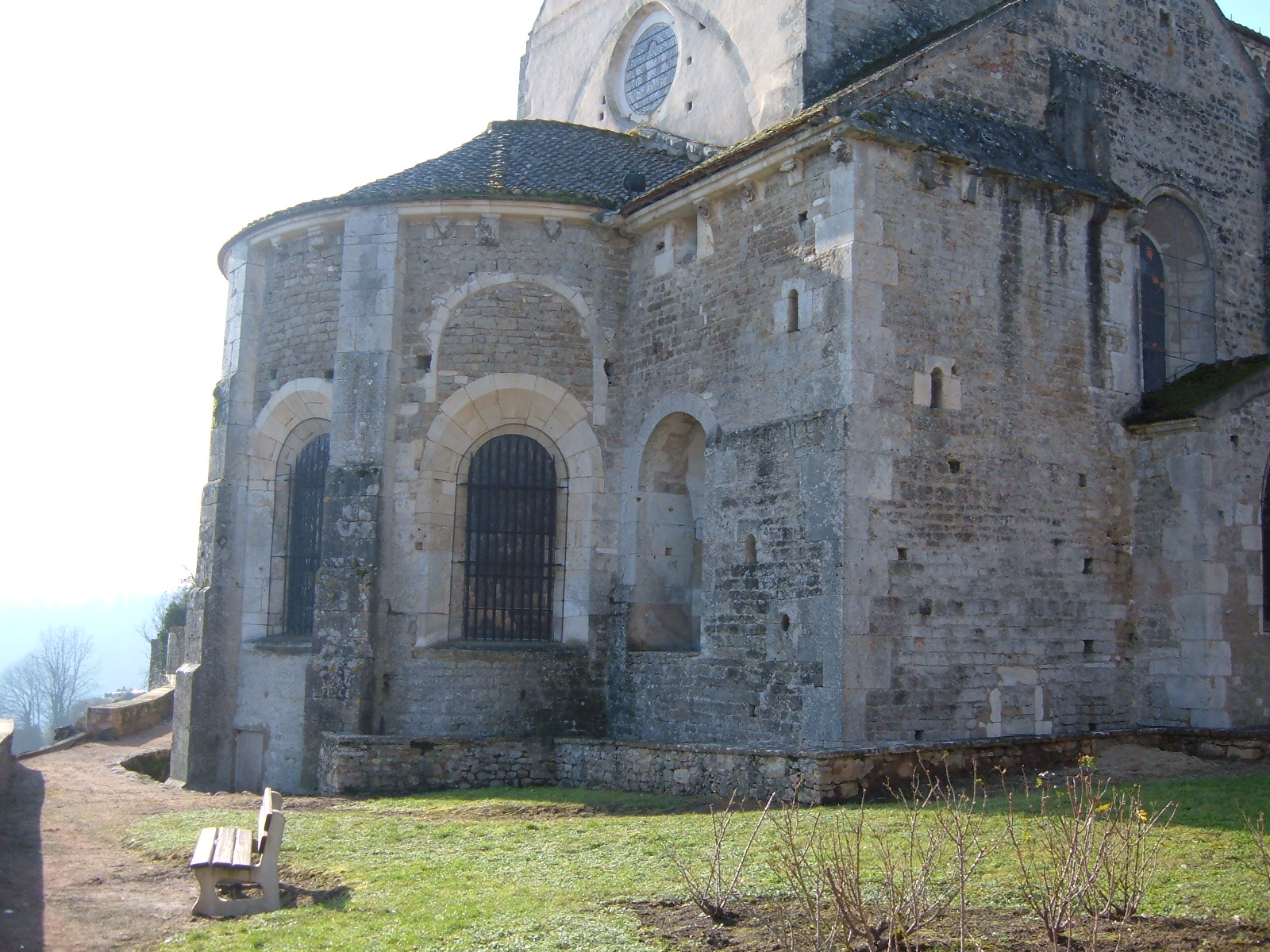
Vista parte absidale
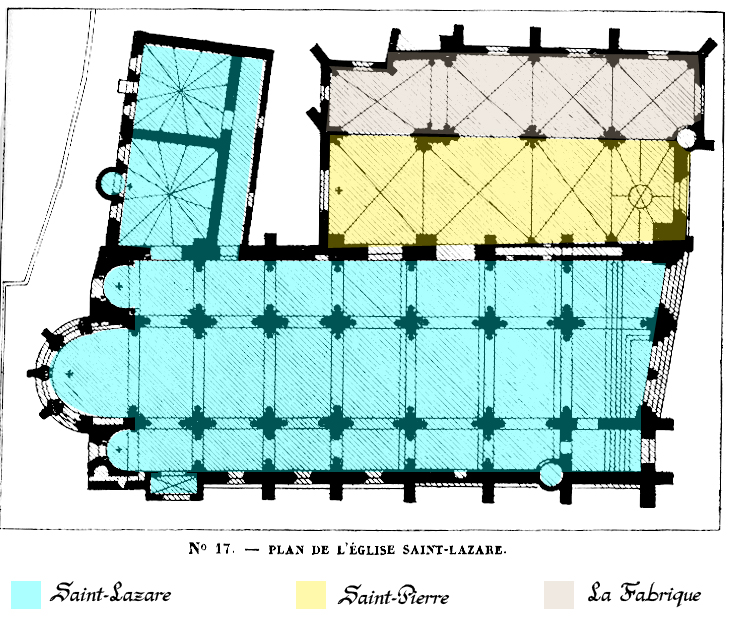
Pianta
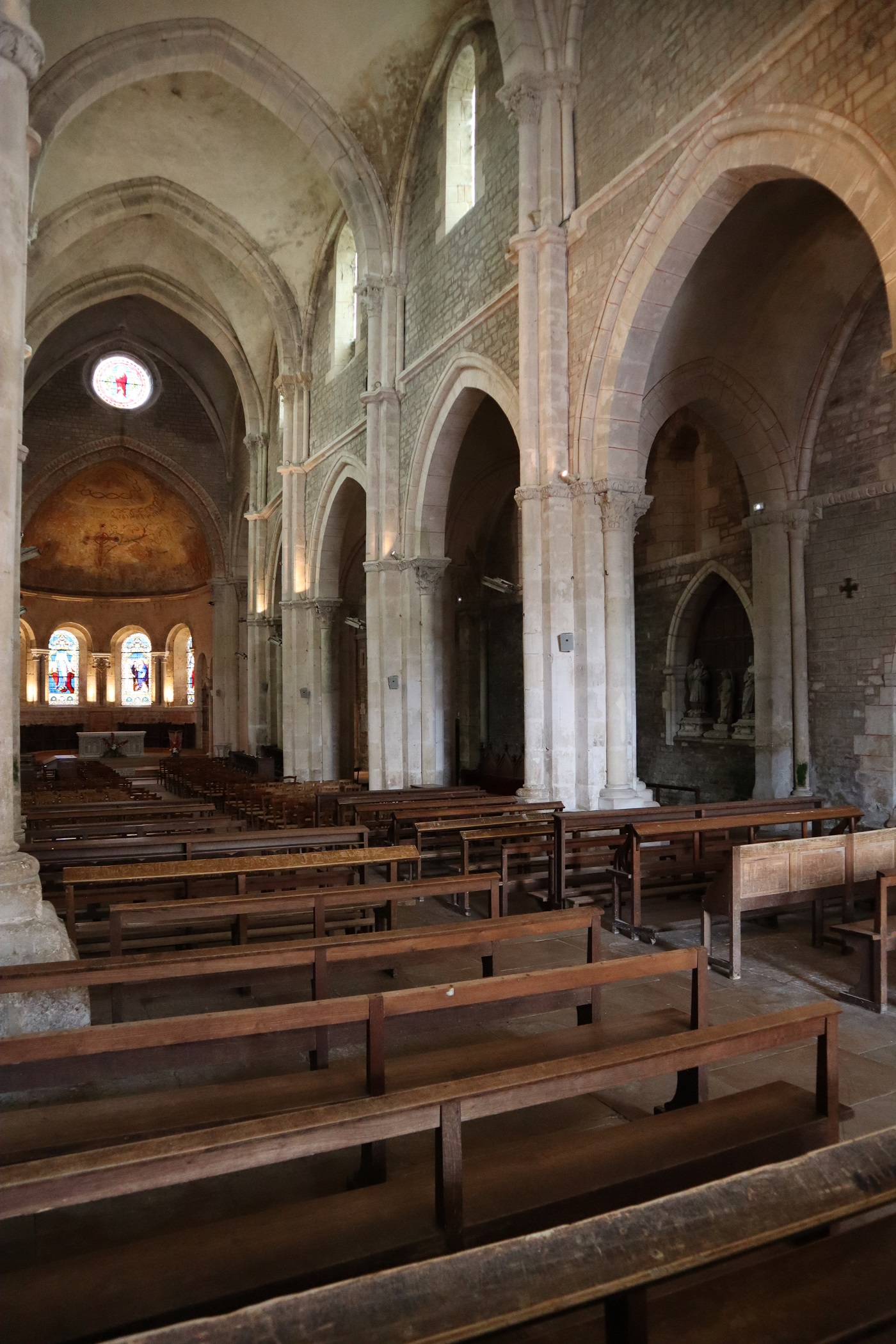
Interno
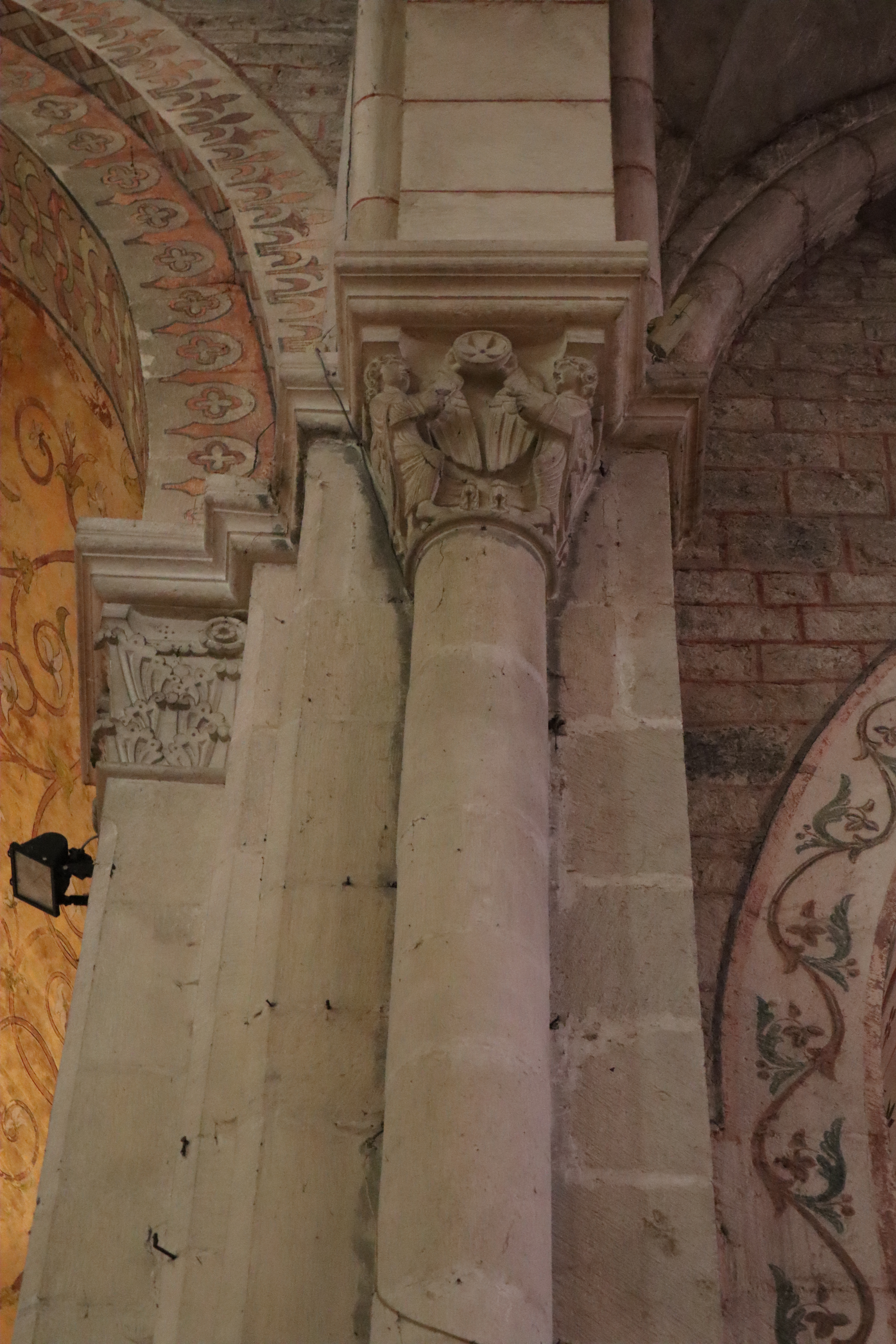
Capitelli